# Georg Henrik von Wright
Georg Henrik von Wright (14. června 1916 – 16. června 2003) byl finsko-švédský filozof, představitel analytické filozofie, profesor na univerzitě v Cambridge.
Věnoval se tématu modální logiky a deontické logiky. Byl též odborníkem na dílo Ludwiga Wittgensteina, byl editorem některých jeho spisů. V oblasti politické filozofie prezentoval skeptický pohled na technologický pokrok. Svá díla psal anglicky, finsky, švédsky i německy, jeho mateřštinou byla švédština, narodil se totiž ve švédské komunitě ve Finsku, jméno von Wright pochází od skotských předků. Roku 2003 byl v hlasování organizovaném veřejnoprávní televizí YLE zvolen 53. největším Finem historie. Roku 1993 získal Literární cenu Selmy Lagerlöfové.

### Překlad
Humanizmus ako životný postoj : výber z diela. Bratislava, Kalligram 2001.
Vysvětlování a rozumění. Praha, Filosofia 2014.